# Trên từng cây số
Trên từng cây số (tiếng Bulgaria: На всеки километър, Na vseki kilometar, tiếng Nga: На каждом километре) là một bộ phim truyền hình Bulgari, kể về cuộc chiến của nhân dân Bulgari trong Chiến tranh thế giới thứ hai, công cuộc tái thiết và chống lại các lực lượng phá hoại. Bộ phim gồm 26 tập chia làm hai phần, quay trong những năm 60 của thế kỷ 20 và bắt đầu trình chiếu từ năm 1969.

## Nội dung
Phần đầu tiên của bộ phim lần theo dấu vết của các cuộc đấu tranh của phong trào cộng sản từ 1923 đến 1944. Thiếu tá Deyanov và Mitko Bomb là những nhà hoạt động bất hợp pháp của Đảng Cộng sản Bulgaria.
Tập đầu tiên, "The Slaps", bắt đầu tại một thị trấn Danubian nơi Cuộc nổi dậy tháng 9 vừa mới kết thúc. Quân đội và cảnh sát, do Kanazirev Senior dẫn đầu, hộ tống phiến quân bị giam cầm đến bến tàu và cho những người tập hợp, đến những người vợ, trẻ em và bà mẹ khóc lóc của họ, dưới âm thanh của nhạc đồng thau quân đội, đưa họ vào một chiếc xà lan mà họ định chìm. Những người bị bắt bao gồm cha của Nikola Deyanov và Voivodata. Nikola (khoảng 11-12 tuổi) đến gặp bạn cùng lớp Simeon Kanazirev và yêu cầu anh ta yêu cầu cha mình thả cha mình ra. Tuy nhiên, anh từ chối và sà lan nổi dậy bị nhấn chìm. Khi họ chìm vào, phiến quân hát bài hát xã hội chủ nghĩa nổi tiếng, Alain Mac". Voivode, là vật thể mạnh nhất, tìm cách thoát ra khỏi con tàu đang chìm và trốn thoát. Anh ta tìm thấy Deyanov bé nhỏ và tìm cách gửi anh ta đến Liên Xô.
Loạt đầu tiên cũng là cuộc gặp đầu tiên giữa Velinsky và Deyanov. Họ gặp nhau trên một con phố nhỏ. Velinski gỡ chiếc khăn tay ra, đưa nó cho anh ta và bảo anh ta gọi anh ta để tìm việc làm. Đứa trẻ nhìn xa xăm với ánh mắt nghi ngờ. Đây là nơi cuộc chiến giữa hai nhân vật chính bắt đầu.
Hơn nữa, hai nhân vật tích cực chính - Major Dejanoff và bom Mitko xuất hiện lớn lên và trưởng thành vào năm 1937. Họ đi qua nhiều thăng trầm: Anti-xít tàu ngầm để vận tải đường biển Bulgarian lữ đoàn quốc tế của cuộc nội chiến Tây Ban Nha, sự tham gia của riêng mình chiến tranh, tham gia kháng chiến ở Pháp, tình báo ở Berlin. Hầu hết các bộ phim được dành riêng cho sự tham gia của các nhân vật tích cực trong phong trào du kích ở Bulgaria. Trong loạt phim Phục sinh, Thiếu tá Deyanov bắn Kanazirev tại nhà của mình sau cuộc trò chuyện đầy kịch tính giữa hai người.
Phần đầu tiên của loạt phim kết thúc với sê-ri "Ngày đầu tiên" - nó mô tả trong ánh sáng anh hùng, sự chiếm đoạt quyền lực vào ngày 9 tháng 9 năm 1944. Xuyên suốt phần đầu tiên, Thiếu tá Deyanov và Velinsky luôn đối đầu trực tiếp, vượt qua người khác, cái khác Người cảnh sát đánh giá cao phẩm chất của người cộng sản trẻ tuổi và quyết định đưa anh ta về phía mình bằng cách tổ chức một cuộc họp nửa đêm gồm 4 con mắt giữa hai người. Sau cuộc đối thoại tình cảm, Deyanov từ chối.
Trong phần hai, Velinsky xuất hiện ít thường xuyên hơn, nhưng tiếp tục là nhân vật phản diện chính. Ông trở thành người đứng đầu một "nhà máy gián điệp" quốc tế nhằm phá hủy cơ sở mới ở Bulgaria. Đại tá Percy, một đặc vụ của Cơ quan Tình báo Đối ngoại Hoa Kỳ tại Bulgaria, cũng tham gia cùng với "những kẻ xấu".
Thiếu tá Deyanov và Mitko Bombata (đã được giải quyết bởi "Thuyền trưởng Bombov"), dưới sự chỉ huy của Tổng tư lệnh phản gián Bulgaria, Tướng Branev, hành động chống lại các điệp viên và kẻ phá hoại do Velinsky và người Mỹ gửi đến.
Như trong phần đầu tiên, cuộc đối đầu đầy rẫy những khúc ngoặt kịch tính. Velinsky và Đại tá Percy tìm cách bắt được Mitko Bomb, nhưng anh ta đã trốn thoát với sự giúp đỡ của một ngư dân cộng sản Hy Lạp. Một bước ngoặt trong phần thứ hai là sự thâm nhập của Thiếu tá Deyanov và Mitko Bomb tại trụ sở của Velinsky, với Deyanov cảnh báo anh ta ngừng giao dịch với Bulgaria.

## Sản xuất
Bộ phim bắt đầu quay vào năm 1969 nhằm kỷ niệm 25 năm ngày Cách mạng Xã hội chủ nghĩa ngày 9 tháng 9, kịch bản do Pavel Vezhinov và Georgi Markov viết, đạo diễn bởi Petko Bonchev, Lubomir Charlandzhiev và Nedelcho Chernev. Bài hát trong phim được thể hiện qua giọng hát Costa Karageorgiev

## Diễn viên
Diễn viên thủ vai chính đại úy Deanov lúc trưởng thành từng là Stefan Danailov (Стефан Ламбов Данаилов, 9/12/1942-), bộ trưởng Bộ Văn hóa Bulgaria từ 17/8/2005-27/7/2009; kế nhiệm là ông Vezhdi Letif Rashidov (Веждѝ Летиф Рашѝдов).
Vai đại úy Bômbốp do nghệ sĩ nhân dân Grigor Vachkov (26/5/1932-18/3/1980) đóng.